# Luigi Scaglia
Luigi Alberto Scaglia (Chiari, 23 novembre 1986) è un calciatore italiano, centrocampista del Ciliverghe.

## Caratteristiche tecniche
Nato come ala sinistra, può svolgere anche il ruolo di esterno sinistro, terzino o interno di centrocampo.

## Carriera
Entra a fare parte delle giovanili del Brescia Calcio nel 2003. Esordisce nei professionisti nel gennaio 2006, quando viene prestato al Lumezzane in Serie C1, nel quale gioca 9 partite più altre 2 nei playout. Rimane nel Lumezzane anche nella stagione successiva in Serie C2 sempre in prestito dal Brescia, giocando 28 partite segnate da 6 gol, più altre 2 partite nei playout.
Nella stagione 2007-2008 ritorna al Brescia, dove gioca 14 partite senza segnare. Esordisce in Serie B il 18 settembre 2007, durante Brescia-Piacenza, subentrando a Daniele Mannini al 91'.
La stagione successiva, trovando poco spazio nel Brescia, ritorna al Lumezzane in Prima Divisione, giocando 30 partite e segnando 5 gol, più una presenza in Coppa Italia. Resta a Lumezzane anche nella prima parte della stagione 2009-2010, sempre in Prima Divisione, giocando 22 partite e segnando 3 gol.
Nel gennaio del 2010 arriva la chiamata del Torino in Serie B, nel quale gioca 11 partite segnando 1 gol in campionato contro il Sassuolo, mentre 4 partite segnando 1 gol nei playoff. Rimane nel Torino anche nella prima parte della stagione 2010-2011, giocando 8 partite. La seconda parte della stagione 2010-2011 la passa alla Cremonese in prima divisione, giocando 12 partite e segnando 4 gol.
Dalla stagione 2011-2012 torna a far parte del Brescia. In questa stagione esordisce con la maglia numero 17 giocando 18 partite e segnando 1 gol e 1 in Coppa Italia. Nella stagione 2012-2013 cambia numero e passa dal 17 all'8, giocando 38 partite e segnando 5 gol in campionato, mentre gioca 2 partite nei playoff e 1 in Coppa Italia. Nella stagione 2013-2014, sempre con il numero 8, gioca 37 partite e segna 3 gol, più 2 partite in Coppa Italia. Nella stagione 2014-2015 trova il primo gol stagionale contro la Ternana in Campionato.
Il 1º luglio 2015, dopo oltre un decennio di militanza, lascia a titolo definitivo le rondinelle trasferendosi al Latina, con cui firma un contratto triennale.
Il 31 gennaio 2017, all'ultima giornata di calciomercato, si trasferisce al Parma.
Il 10 gennaio 2018, dopo sole 9 presenze dall'inizio del campionato di cui 6 nelle prime 7 giornate, passa al Foggia Calcio con la formula del prestito in un'operazione che coinvolge anche il centrocampista Antonio Vacca, ceduto a titolo definitivo dai pugliesi ai ducali.
Il 27 agosto passa dal Parma Calcio al Catania a titolo temporaneo. Gioca 12 partite con gli etnei, poi il 31 gennaio 2019 il Parma lo gira in prestito alla Carrarese.
Il 24 agosto 2019 il Parma lo cede a titolo definitivo al Trapani, neopromosso in serie B, con cui firma un contratto annuale.
Gioca poi 3 stagioni al Franciacorta e 2 al CazzagoBornato.
Il 3 luglio 2025 firma per il Ciliverghe.

## Statistiche

### Presenze e reti nei club
Statistiche aggiornate al 14 gennaio 2023.
| Stagione            | Squadra             | Campionato          | Campionato | Campionato | Coppe nazionali | Coppe nazionali | Coppe nazionali | Coppe continentali | Coppe continentali | Coppe continentali | Altre coppe | Altre coppe | Altre coppe | Totale | Totale |
| Stagione            | Squadra             | Comp                | Pres       | Reti       | Comp            | Pres            | Reti            | Comp               | Pres               | Reti               | Comp        | Pres        | Reti        | Pres   | Reti   |
| ------------------- | ------------------- | ------------------- | ---------- | ---------- | --------------- | --------------- | --------------- | ------------------ | ------------------ | ------------------ | ----------- | ----------- | ----------- | ------ | ------ |
| 2005-gen. 2006      | Brescia             | B                   | 0          | 0          | CI              | 0               | 0               | -                  | -                  | -                  | -           | -           | -           | 0      | 0      |
| gen.-giu. 2006      | Lumezzane           | C1                  | 9+2        | 0          | CI+CI-C         | -               | -               | -                  | -                  | -                  | -           | -           | -           | 11     | 0      |
| 2006-2007           | Lumezzane           | C2                  | 28+2       | 6          | CI-C            | 0               | 0               | -                  | -                  | -                  | -           | -           | -           | 30     | 6      |
| 2007-2008           | Brescia             | B                   | 14         | 0          | CI              | 0               | 0               | -                  | -                  | -                  | -           | -           | -           | 14     | 0      |
| 2008-2009           | Lumezzane           | 1D                  | 30         | 5          | CI+CI-LP        | 1+1             | 0               | -                  | -                  | -                  | -           | -           | -           | 32     | 5      |
| 2009-gen. 2010      | Lumezzane           | 1D                  | 22         | 3          | CI+CI-LP        | 3+0             | 0               | -                  | -                  | -                  | -           | -           | -           | 25     | 3      |
| Totale Lumezzane    | Totale Lumezzane    | Totale Lumezzane    | 89+4       | 14         |                 | 5               | 0               |                    | -                  | -                  |             | -           | -           | 98     | 14     |
| gen.-giu. 2010      | Torino              | B                   | 11+4       | 1+1        | CI              | -               | -               | -                  | -                  | -                  | -           | -           | -           | 15     | 2      |
| 2010-gen. 2011      | Torino              | B                   | 8          | 0          | CI              | 1               | 0               | -                  | -                  | -                  | -           | -           | -           | 9      | 0      |
| Totale Torino       | Totale Torino       | Totale Torino       | 19+4       | 1+1        |                 | 1               | 0               |                    | -                  | -                  |             | -           | -           | 24     | 2      |
| gen.-giu. 2011      | Cremonese           | 1D                  | 12         | 4          | CI+CI-LP        | -               | -               | -                  | -                  | -                  | -           | -           | -           | 12     | 4      |
| 2011-2012           | Brescia             | B                   | 18         | 1          | CI              | 2               | 0               | -                  | -                  | -                  | -           | -           | -           | 20     | 1      |
| 2012-2013           | Brescia             | B                   | 38+2       | 6          | CI              | 1               | 0               | -                  | -                  | -                  | -           | -           | -           | 41     | 6      |
| 2013-2014           | Brescia             | B                   | 37         | 3          | CI              | 2               | 0               | -                  | -                  | -                  | -           | -           | -           | 39     | 3      |
| 2014-2015           | Brescia             | B                   | 41         | 2          | CI              | 3               | 0               | -                  | -                  | -                  | -           | -           | -           | 44     | 2      |
| Totale Brescia      | Totale Brescia      | Totale Brescia      | 148+2      | 12         |                 | 8               | 0               |                    | -                  | -                  |             | -           | -           | 158    | 12     |
| 2015-2016           | Latina              | B                   | 39         | 5          | CI              | 1               | 0               | -                  | -                  | -                  | -           | -           | -           | 40     | 5      |
| 2016-gen. 2017      | Latina              | B                   | 21         | 4          | CI              | 2               | 0               | -                  | -                  | -                  | -           | -           | -           | 23     | 4      |
| Totale Latina       | Totale Latina       | Totale Latina       | 60         | 9          |                 | 3               | 0               |                    | -                  | -                  |             | -           | -           | 63     | 9      |
| gen.-giu. 2017      | Parma               | LP                  | 15+5       | 0+1        | CI-LP           | -               | -               | -                  | -                  | -                  | -           | -           | -           | 20     | 1      |
| 2017-gen. 2018      | Parma               | B                   | 9          | 0          | CI              | 1               | 0               | -                  | -                  | -                  | -           | -           | -           | 10     | 0      |
| Totale Parma        | Totale Parma        | Totale Parma        | 24+5       | 0+1        |                 | 1               | 0               |                    | -                  | -                  |             | -           | -           | 30     | 1      |
| gen.-giu. 2018      | Foggia              | B                   | 9          | 0          | CI              | -               | -               | -                  | -                  | -                  | -           | -           | -           | 9      | 0      |
| 2018-gen. 2019      | Catania             | C                   | 12         | 0          | CI+CI-C         | 0               | 0               | -                  | -                  | -                  | -           | -           | -           | 12     | 0      |
| gen.-giu. 2019      | Carrarese           | C                   | 11+3       | 0          | CI+CI-C         | - +1            | - +0            | -                  | -                  | -                  | -           | -           | -           | 15     | 0      |
| 2019-2020           | Trapani             | B                   | 21         | 1          | CI              | 0               | 0               | -                  | -                  | -                  | -           | -           | -           | 21     | 1      |
| nov. 2020-2021      | Franciacorta        | D                   | 24         | 3          | -               | -               | -               | -                  | -                  | -                  | -           | -           | -           | 24     | 3      |
| 2021-2022           | Franciacorta        | D                   | 35         | 6          | CI-D            | 2               | 1               | -                  | -                  | -                  | -           | -           | -           | 37     | 7      |
| 2022-2023           | Franciacorta        | D                   | 16         | 1          | CI-D            | 1               | 0               | -                  | -                  | -                  | -           | -           | -           | 17     | 1      |
| Totale Franciacorta | Totale Franciacorta | Totale Franciacorta | 75         | 10         |                 | 3               | 1               |                    | -                  | -                  |             | -           | -           | 78     | 11     |
| Totale carriera     | Totale carriera     | Totale carriera     | 480+18     | 51+2       |                 | 22              | 1               |                    | -                  | -                  |             | -           | -           | 520    | 54     |